# Arnold Gelderman
Arnold Gelderman (Voorburg, 1 februari 1938) is een Nederlandse stemregisseur, (stem)acteur en vertaler.

## Levensloop
Gelderman bracht een deel van zijn jeugd in Frankrijk door. In Parijs doorliep hij de toneelopleiding aan het Conservatoire en speelde hij rollen voor film en televisie en in het theater. In 1962 debuteerde hij in Nederland bij het Nieuw Rotterdams Toneel. In datzelfde jaar speelde hij een rol in de film The Longest Day, waarvoor hij bovendien werkzaam was als regieassistent. In latere jaren speelde hij onder meer bij Ensemble, Globe, Harlekijn en het Amsterdams Volkstoneel.
Toen Gelderman eind jaren zestig zijn stem leende aan de slang Kaa in de Nederlandse versie van Jungle Boek, werd hij door een Disney-medewerker gevraagd voor de nasynchronisatie van een andere tekenfilm en de vertaling en regie op zich te nemen.
Sindsdien is Arnold Gelderman als regisseur betrokken geweest bij verreweg de meeste Disney-tekenfilms, waaronder Robin Hood, Oliver & Co., De Kleine Zeemeermin, Belle en het Beest, Aladdin, De Leeuwenkoning, Toy Story, Een Luizenleven en Finding Nemo. In 2002 leende Arnold Gelderman zijn stem aan de Kolonel uit Spirit: Stallion of the Cimarron.
Geldermans zoon, Diederik Gelderman, is eveneens (stem)acteur.

## Stemacteur
- Rebellious (2025)
- Paddington 2 (2017), als Oom Pastuzo
- Paddington (2015), als Oom Pastuzo
- Asterix en de Romeinse Lusthof (2014), als Julius Caesar
- Planes (2013), als Skipper
- Zambezia: de Verborgen Vogelstad (2012)
- Het Gouden Kompas (2007), als Lee Scoresby
- Paniek op de Prairie (2004), als Rico
- Finding Nemo (2003), als Jacques
- Jungle Boek 2 (2003), als Kaa
- Stuart Little 2 (2002), als Valk
- Piratenplaneet (2002), als Verteller
- Spirit: Stallion of the Cimarron (2002), als De kolonel
- Monsters en co. (2001), als Floor Manager
- Shrek (2001), als heer Farquaad
- The Road to El Dorado (2000), als Tzekel-Kan
- Toy Story 2 (1999), als Zurg en Sergeant
- De kleine zeemeermin (animatieserie) (1997), als Harold en Grimbert
- De prins van Egypte (1998), als Hotep
- Een luizenleven (1998), als Hip & Hop
- Belle en het Beest: Belle's Wonderlijke Verhalen (1998) , als Lumière
- Anastasia (1997), als Vladimir Vanya Vanitsky Vasilovisch
- Belle en het Beest: Een Betoverd Kerstfeest (1997), als Lumière
- Toy Story (1995), als Sergeant
- De Leeuwenkoning (1994), als Scar
- De avonturen van Kuifje (1993), als Nestor, Scharlaken Rackham, Allan Thompson, Dokter Müller, Bobby Smiles, Meneer Baxter, Directeur van Speedol, koning Muskar XII, en luitenant Delcourt
- Aladdin (1992), als Prins Achmed en Rasoul
- Belle en het Beest (1991), als Lumière
- Assepoester (1991), als Tom
- Beertje Sebastiaan: De geheime opdracht (1991), als diverse personages
- De GVR (1989), als De Grote Vriendelijke Reus
- De kleine zeemeermin (1989), als Louis en Harold Het Zeepaardje
- Knabbel en Babbel: Rescue Rangers (1989), als Knabbel
- Asterix en de knallende ketel (1989), als Asterix
- Keesje Kikker en Karel Krekel (1987), als Vos/Robotin
- DuckTales (1987), als Bengel boef
- De wind in de wilgen (1987), als Rat
- Gummi Beren (1986-1989), als Tummi
- Het Grote Verhaal van Winnie de Poeh (1986), als Graver
- Een avontuur met een staartje (1986), als Papa Mousekewitz
- The Wuzzles (1986), als Krook
- Taran en de Toverketel (1985)
- Snorkels (1985), introductie[2]
- Als je begrijpt wat ik bedoel (1983), als Argus
- Frank en Frey (1981), als Klopper
- De Smurfen (1981-1985), als Lolsmurf en Kleermakersmurf
- De Reddertjes (1977), als Meneer Soeps
- Trapito (1975), als Jopie Langneus
- Robin Hood (1973), als Robin Hood
- Tip en Tap (1971), als verteller
- De Aristokatten (1970), als Roquefort, Italiaanse Kat en Chinese kat
- Kuifje en de Zonnetempel (1969) als Nestor
- Musti (1969), als verteller
- Jungle Boek (1967), als Kaa
- Thunderbirds (1965), als Gordon Tracy (Nederlandse versie)
- Peter Pan (1953), als een van de Piraten

## Televisie
- Razend (2011) – Opa
- Het Glazen Huis (2004-2005) – Axel Westhof
- 12 steden, 13 ongelukken (1996) – Gerard, vader Marco
- Vrienden voor het leven (1994) – Bob (afl. 11, "Pas op")
- Ha, die Pa! (1991) – Eduard Hogendijk (afl. Carrière!)
- Kunt u mij de weg naar Hamelen vertellen, mijnheer? (1972-1976) – Lijfelf Lulof, Luchtgeest Lier en Baron Schriljoen
- Corry van Gorp show (1981) – eigenaar modellenbureau, belastinginspecteur, buitenaards wezen.
- Liefde half om half (1976) – Bob Philips
- Oorlogswinter (1975) – wachtcommandant
- En toen was er geen een, naar een verhaal van Agatha Christie (1970) - Anthony Marston

- MusicBrainz: 9339cbb8-0199-4193-a508-0cb25c53010e
- Virtual International Authority File: 7845154260840924480006